# Lávka Emila Pittera
Lávka Emila Pittera je lávka pro pěší a cyklisty přes Vltavu (říční km 241,0) v Českých Budějovicích spojující ulice E. Pittera a U Lučního jezu. Lávka je situována u fotbalového stadionu

## Historie
Stavba lávky byla zahájena v listopadu 2004. Investorem bylo Statutární město České Budějovice. Lávka je součástí cyklistické stezky postavené na levém břehu Vltavy v úseku Litvínovický most – zahrádky Litvínovická, spojuje nově budované cyklistické stezky se stezkami situovanými na pravém břehu. Ocelová konstrukce byla vyrobena a smontována na montážních podpěrách na podzim 2005. Do provozu byla lávka uvedena 22. června 2006 za účasti primátora Českých Budějovic a hejtmana Jihočeského kraje. Jedná se o první mostní konstrukci v ČR s jedním vykloněným obloukem. Stavba získala několik ocenění: Cena Inženýrské Komory 2006, Presta – prestižní stavba Jižních Čech 2004–2006, Stavba roku 2007.

## Popis
Do ocelobetonové mostovky lávky je vetknutý skloněný oblouk s rozpětím 53,2 m a vzepětím 8 m. Oblouk je tvořen ocelovou rourou průměru 355,6 mm; mostovka pak dvěma okrajovými ocelovými rourami průměru 508 mm a 355,6 mm. Celková délka mostu včetně obou předmostí je 64,5, šířka mostovky 4,3 m.

## Galerie

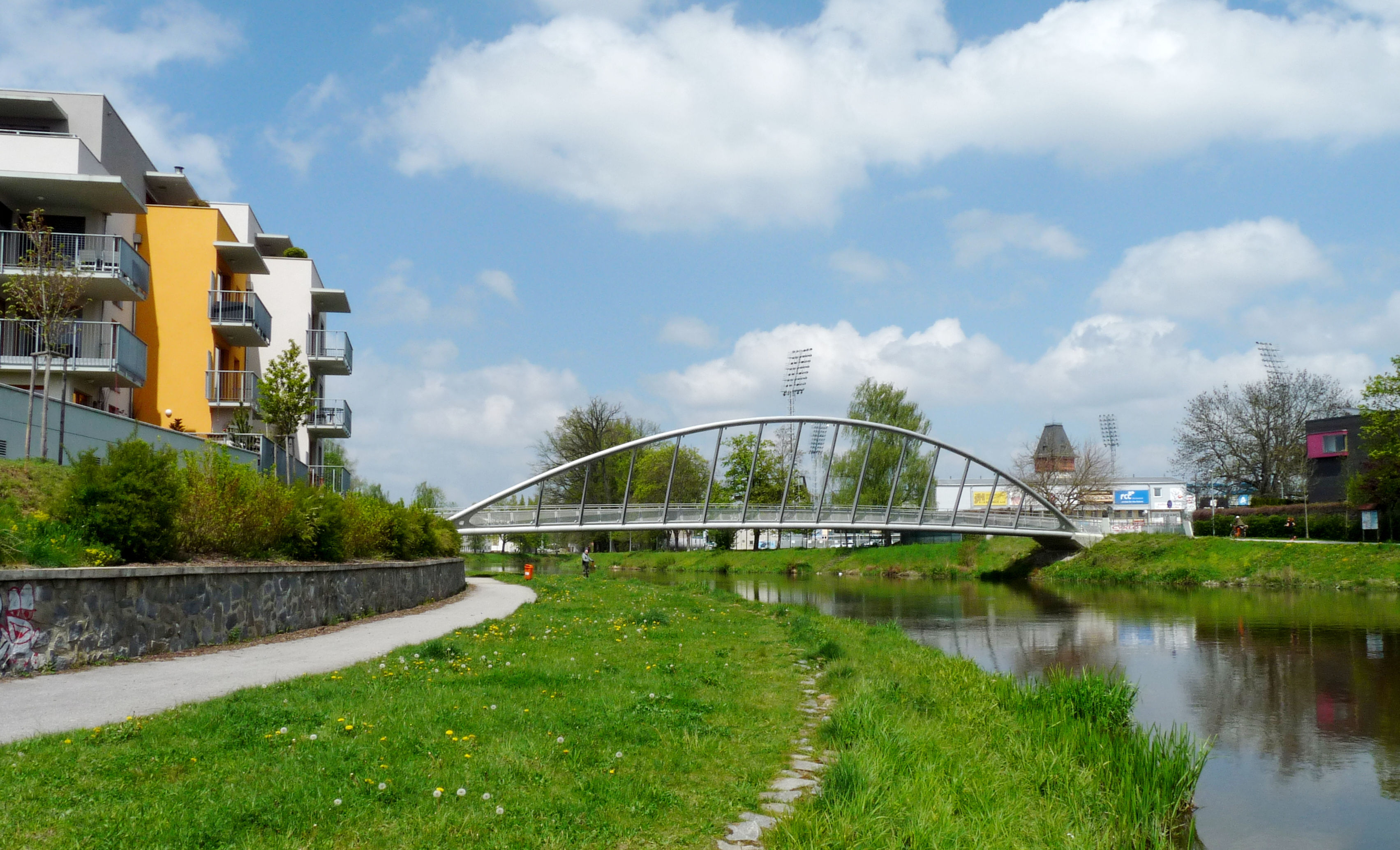
Pohled od jihu - vlevo výstavba U Lučního jezu
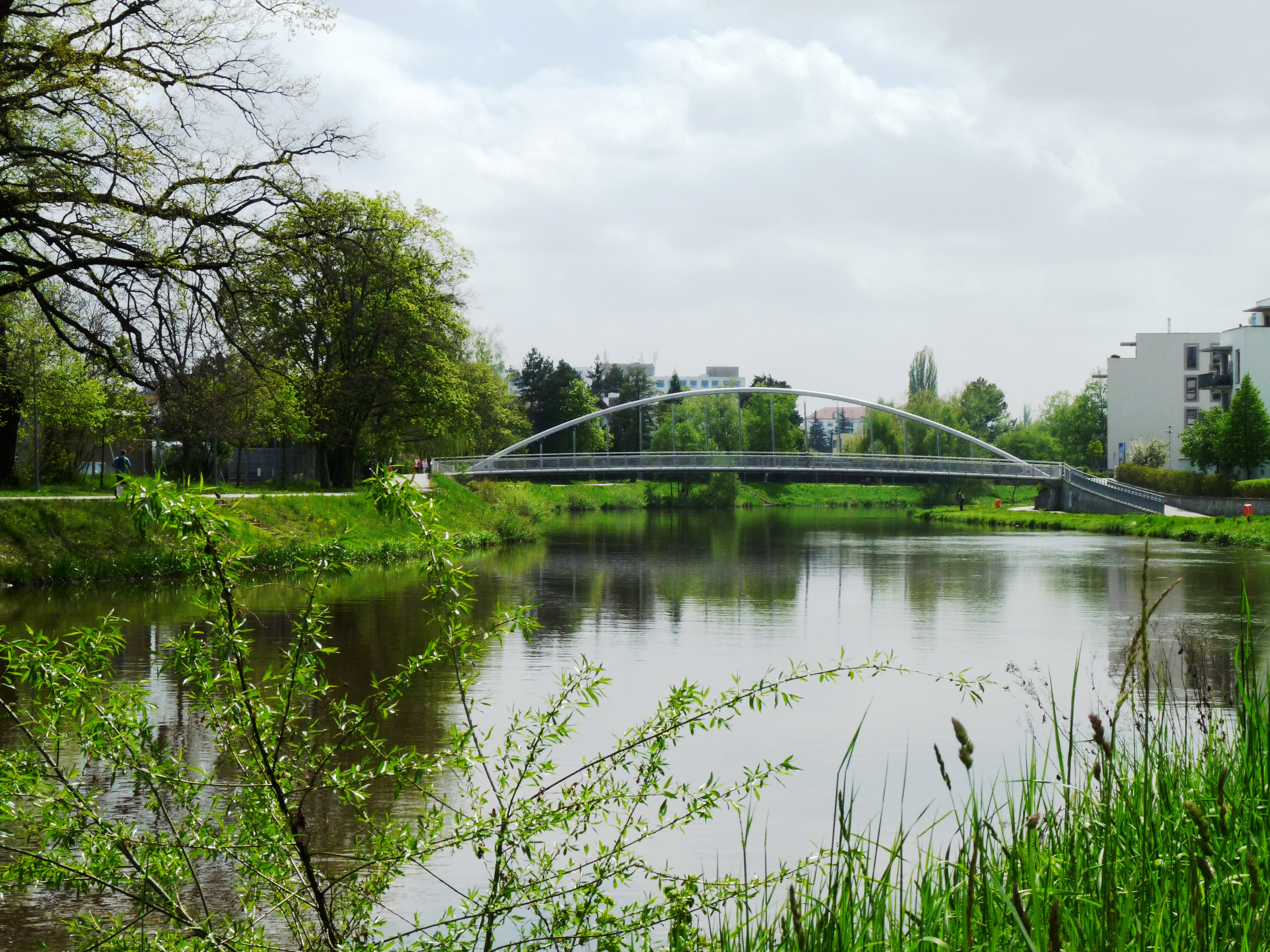
Pohled z cyklostezky podél Malše
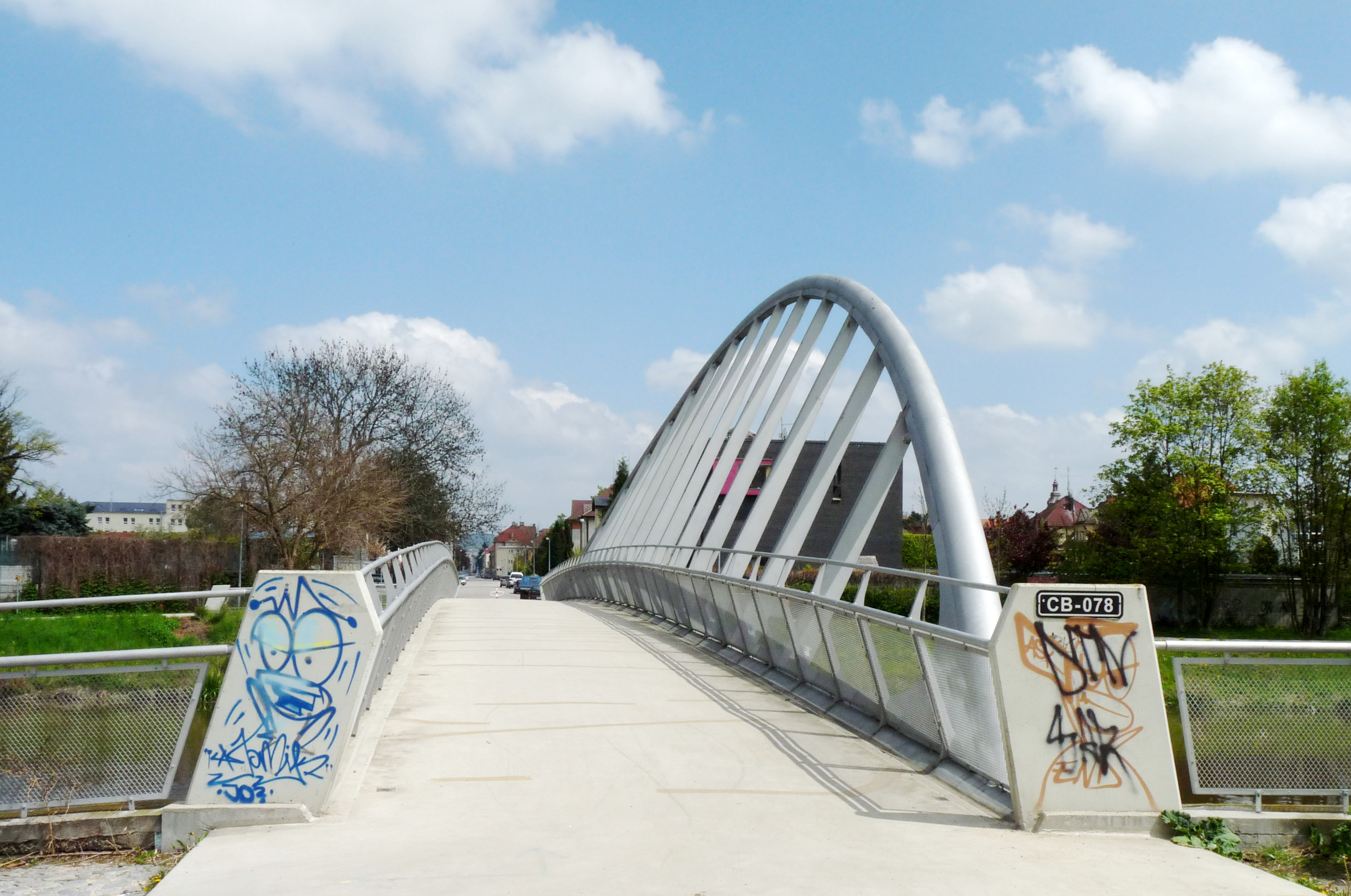
Vstup na lávku z ulice Luční jez